# Luchsee
Der ehemalige Luchsee füllte den zentralen Teil eines Moorgebietes im Brandenburgischen Landkreis Dahme-Spreewald, ca. 2,5 km nordwestlich des Dorfes Krausnick.

## Name
Das Bestimmungswort Luch bezeichnet im Brandenburgischen einen Sumpf oder Bruch.

## Entstehung und Aufbau des Moores

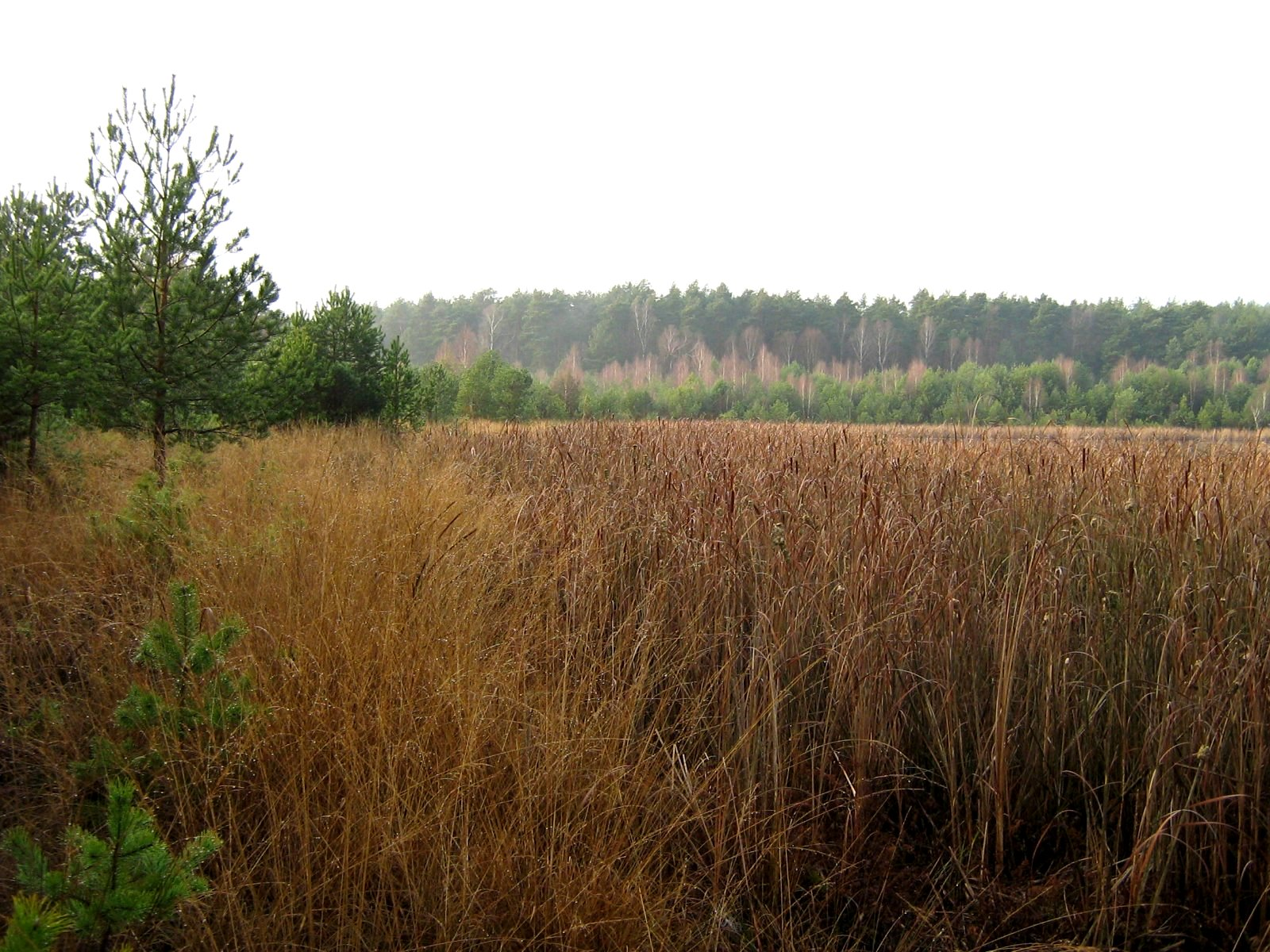
Übergang zur Verlandungszone

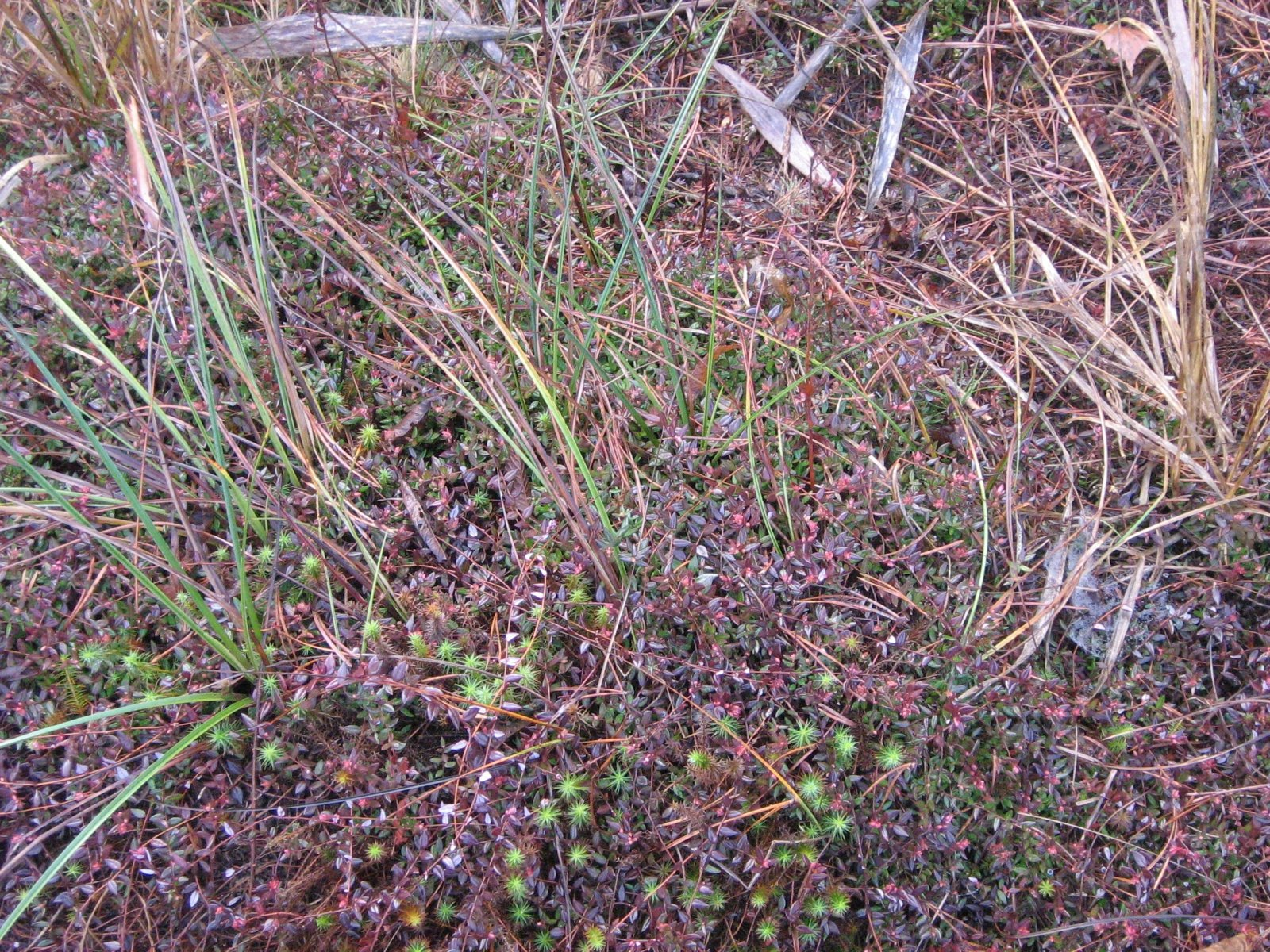
Bodenvegetation des Moores

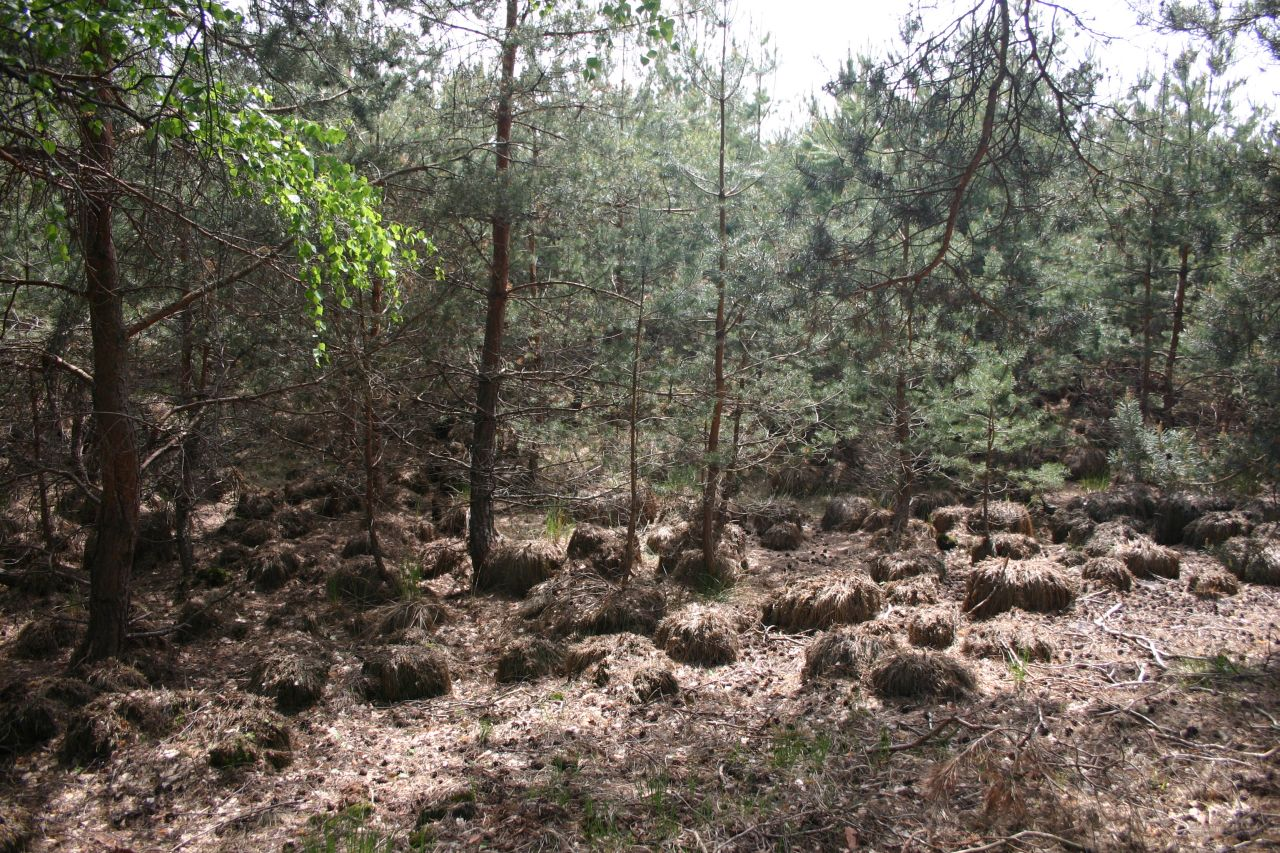
Kiefern verdrängen die ursprüngliche Moorvegetation

Das Moor liegt in einem kleinen, vor ca. 20.000 Jahren gebildeten Gletscherzungenbecken an den Krausnicker Bergen. Dort verläuft die Hauptendmoräne des Brandenburger Stadiums der Weichselvereisung. Das Moor liegt auf einer Meereshöhe von 52,7 m ü. NN, ist ca. 57 ha groß und ohne natürlichen oberirdischen Wasserzu- und -abfluss. Es wird lediglich durch Regenwasser und Grundwasser gespeist. Im Zentrum des Moores befindet sich der langgestreckte, 7 ha große Luchsee. Dieser hat eine Tiefe von weniger als 2 m. Die Entwicklungsgeschichte des Luchsees ist durch pollenanalytische Bohrkernuntersuchungen gut erforscht. Das Moor wuchs seit dem Subboreal (vor ca. 5.000 Jahren) kontinuierlich auf. Während des Boreals vor 9.000 bis 7.500 Jahren, existierte hier ein Flachsee, der dann von Schilf- und Seggentorf überwachsen wurde. Erst in den letzten Jahrhunderten breiteten sich auf dem Moor Torfmoos-Wollgras-Gesellschaften aus. Neuere Untersuchungen belegen den Beginn der Sedimentation im See schon in der ausgehenden Weichseleiszeit, die vor ca. 11.600 Jahren endete.
In früheren Arbeiten wurde das Luchseemoor als Kesselmoor bezeichnet. Aktuelle Untersuchungen gehen von einer Kombination aus Versumpfungs- und Verlandungsmoor aus.

## Aktuelle Gefährdung
Seit den 1990er Jahren sank der Wasserspiegel des Luchsees dramatisch ab, so dass heute davon ausgegangen wird, dass die ehemals angenommene unterirdische Verbindungslosigkeit zum Grundwasserleiter der Krausnicker Berge und des Spreewaldes nicht besteht. Da die Amplitude des Niederschlagswassers und Oberflächenwasserabflusses in den beobachteten Jahren nahezu gleich geblieben sein soll, wird nicht davon ausgegangen, dass die Niederschlagsverhältnisse für diesen Trend verantwortlich sind. Auch statistische Vergleiche der Jahresniederschlagssummen mit dem langjährigen Mittel der Niederschlagssumme gaben keine Hinweise auf bedeutsame Anomalien in der Menge und der Verteilung der Niederschlagsverhältnisse im Verlauf der letzten Jahre. Vielmehr wird davon ausgegangen, dass ein Wirkgeflecht aus Klimawandel und Landnutzungsänderungen zur starken Grundwasserabsenkung geführt hat. Beim Klimawandel wirkte vor allem die Erwärmung, die zu verstärkter Verdunstung führt. Große Flächen des ehemaligen Militärflugplatzes Brand haben sich in den letzten Jahren bewaldet, so dass auch dort die Verdunstung deutlich zugenommen hat. Ähnlich wirkt sich die in den letzten Jahrzehnten deutlich dichter gewordene Waldbestockung im unmittelbaren Umfeld des Moores aus. Auch ein Einfluss der Niedrigwasserphasen der Spree im Unterspreewald wird diskutiert, da dann verstärkt Grundwasser aus den benachbarten Hochflächen, auf denen auch der Luchsee liegt, in die Niederung des Spreewaldes strömt.
Wegen des sinkenden Wasserstandes ist das Moor bereits weitgehend trocken gefallen. Kiefern haben die ursprüngliche Moorvegetation zum größten Teil verdrängt. In den Jahren 2018 bis 2021 ist der Luchsee vollständig ausgetrocknet.
Der ehemalige Luchsee und das Luchseemoor sind als Totalreservat Naturschutzgebiet und Teil des Biosphärenreservats Spreewald. Sie sind im Natura 2000 Verbund als FFH-Gebiet ausgewiesen.